# Debur, Nanjangud
Debur là một làng thuộc tehsil Nanjangud, huyện Mysore, bang Karnataka, Ấn Độ.